# أريزونا (أريزونا)
أريزونا أو أرزونة (بالإنجليزية: Arizona City CDP, Arizona) هي مدينة تقع بولاية أريزونا في الولايات المتحدة. تبلغ مساحتها 16.09 كم2، وترتفع عن سطح البحر 460 م، بلغ عدد سكانها 10,475 نسمة في عام 2010 حسب إحصاء مكتب تعداد الولايات المتحدة وتصل الكثافة السكانية فيها 651 نسمة لكل كيلومتر مربع (1,686.1/ميل2).

## التركيبة السكانية
حدّد مكتب تعداد الولايات المتحدة بيانات التركيبة السكانية لأريزونا في تعداد الولايات المتحدة. في ما يلي، التركيبة السكانية حسب تعدادي 2000 و2010.

### تعداد عام 2000
بلغ عدد سكان أريزونا 4,385 نسمة بحسب تعداد عام 2000، وبلغ عدد الأسر 1,770 أسرة وعدد العائلات 1,370 عائلة مقيمة في المدينة. في حين سجلت الكثافة السكانية 272.5 نسمة لكل كيلومتر مربع (705.8/ميل2). وبلغ عدد الوحدات السكنية 2,197 وحدة بمتوسط كثافة قدره 136.5 لكل كيلومتر مربع (353.5/ميل2).
وتوزع التركيب العرقي للمدينة بنسبة 85.54% من البيض و1.14% من الأمريكيين الأفارقة و2.19% من الأمريكيين الأصليين و0.39% من الأمريكيين ذوي الأصول الآسيوية و0.07% من سكان جزر المحيط الهادئ و8.05% من الأعراق الأخرى و2.62% من عرقين مختلطين أو أكثر و16.56% من الهسبانيون أو اللاتينيون من أي عرق.
بلغ عدد الأسر 1,770 أسرة كانت نسبة 30.3% منها لديها أطفال تحت سن الثامنة عشر تعيش معهم، وبلغت نسبة الأزواج القاطنين مع بعضهم البعض 64.9% من أصل المجموع الكلي للأسر، ونسبة 8% من الأسر كان لديها معيلات من الإناث دون وجود شريك، بينما كانت نسبة 4.5% من الأسر لديها معيلون من الذكور دون وجود شريكة وكانت نسبة 22.6% من غير العائلات. تألفت نسبة 17.9% من أصل جميع الأسر من عدة أفراد يعيشون في نفس المنزل ونسبة 8.2% كانت تتألف من شخص يعيش بمفرده يبلغ من العمر 65 عاماً أو أكثر. وبلغ متوسط حجم الأسرة المعيشية 2.47، أما متوسط حجم العائلات فبلغ 2.76.
بلغ العمر الوسطي للسكان 41.1 عاماً. وكانت نسبة 22.9% من القاطنين تحت سن الثامنة عشر، وكانت نسبة 6.5% بين الثامنة عشر والرابعة والعشرين عاماً، ونسبة 24.9% كانت واقعةً في الفئة العمرية ما بين الخامسة والعشرين والرابعة والأربعين عاماً، ونسبة 23.4% كانت ما بين الخامسة والأربعين والرابعة والستين، ونسبة 22.1% كانت ضمن فئة الخامسة والستين عاماً فما فوق. يوجد لكل 100 أنثى 100.7 ذكر، ويوجد لكل 100 أنثى في الثامنة عشر من عمرها فما فوق 97.3 ذكر.
بلغ متوسط دخل الأسرة في المدينة 37,432 دولارًا، أما متوسط دخل العائلة فبلغ 41,500 دولارًا. وكان متوسط دخل الذكور 33,611 دولارًا مقابل 25,614 دولارًا للإناث. وسجل دخل الفرد الخاص بالمدينة 19,037 دولارًا. وكانت نسبة 5.3% من العائلات ونسبة 6.2% من السكان تحت خط الفقر، وكان من هؤلاء نسبة 6.5% تحت سن الثامنة عشر ونسبة 6.7% في الخامسة والستين من العمر وما فوق.

### تعداد عام 2010
بلغ عدد سكان أريزونا 10,475 نسمة بحسب تعداد عام 2010، وبلغ عدد الأسر 3,970 أسرة وعدد العائلات 2,858 عائلة مقيمة في المدينة. في حين سجلت الكثافة السكانية 651 نسمة لكل كيلومتر مربع (1,686.1/ميل2). وبلغ عدد الوحدات السكنية 5,064 وحدة بمتوسط كثافة قدره 314.7 لكل كيلومتر مربع (815.1/ميل2).
وتوزع التركيب العرقي للمدينة بنسبة 73.65% من البيض و4.16% من الأمريكيين الأفارقة و3.47% من الأمريكيين الأصليين و0.53% من الأمريكيين ذوي الأصول الآسيوية و0.21% من سكان جزر المحيط الهادئ و13.42% من الأعراق الأخرى و4.54% من عرقين مختلطين أو أكثر و34.21% من الهسبانيون أو اللاتينيون من أي عرق.
بلغ عدد الأسر 3,970 أسرة كانت نسبة 33.4% منها لديها أطفال تحت سن الثامنة عشر تعيش معهم، وبلغت نسبة الأزواج القاطنين مع بعضهم البعض 52.3% من أصل المجموع الكلي للأسر، ونسبة 12.7% من الأسر كان لديها معيلات من الإناث دون وجود شريك، بينما كانت نسبة 6.9% من الأسر لديها معيلون من الذكور دون وجود شريكة وكانت نسبة 28% من غير العائلات. تألفت نسبة 21.1% من أصل جميع الأسر من عدة أفراد يعيشون في نفس المنزل ونسبة 7.9% كانت تتألف من شخص يعيش بمفرده يبلغ من العمر 65 عاماً أو أكثر. وبلغ متوسط حجم الأسرة المعيشية 2.64، أما متوسط حجم العائلات فبلغ 3.03.
بلغ العمر الوسطي للسكان 36.7 عاماً. وكانت نسبة 26.6% من القاطنين تحت سن الثامنة عشر، وكانت نسبة 8.4% بين الثامنة عشر والرابعة والعشرين عاماً، ونسبة 23.4% كانت واقعةً في الفئة العمرية ما بين الخامسة والعشرين والرابعة والأربعين عاماً، ونسبة 24.9% كانت ما بين الخامسة والأربعين والرابعة والستين، ونسبة 16.6% كانت ضمن فئة الخامسة والستين عاماً فما فوق. وتوزع التركيب الجنسي للسكان بنسبة 49.1% ذكور و50.9% إناث.